# Villa San Michele a Doccia

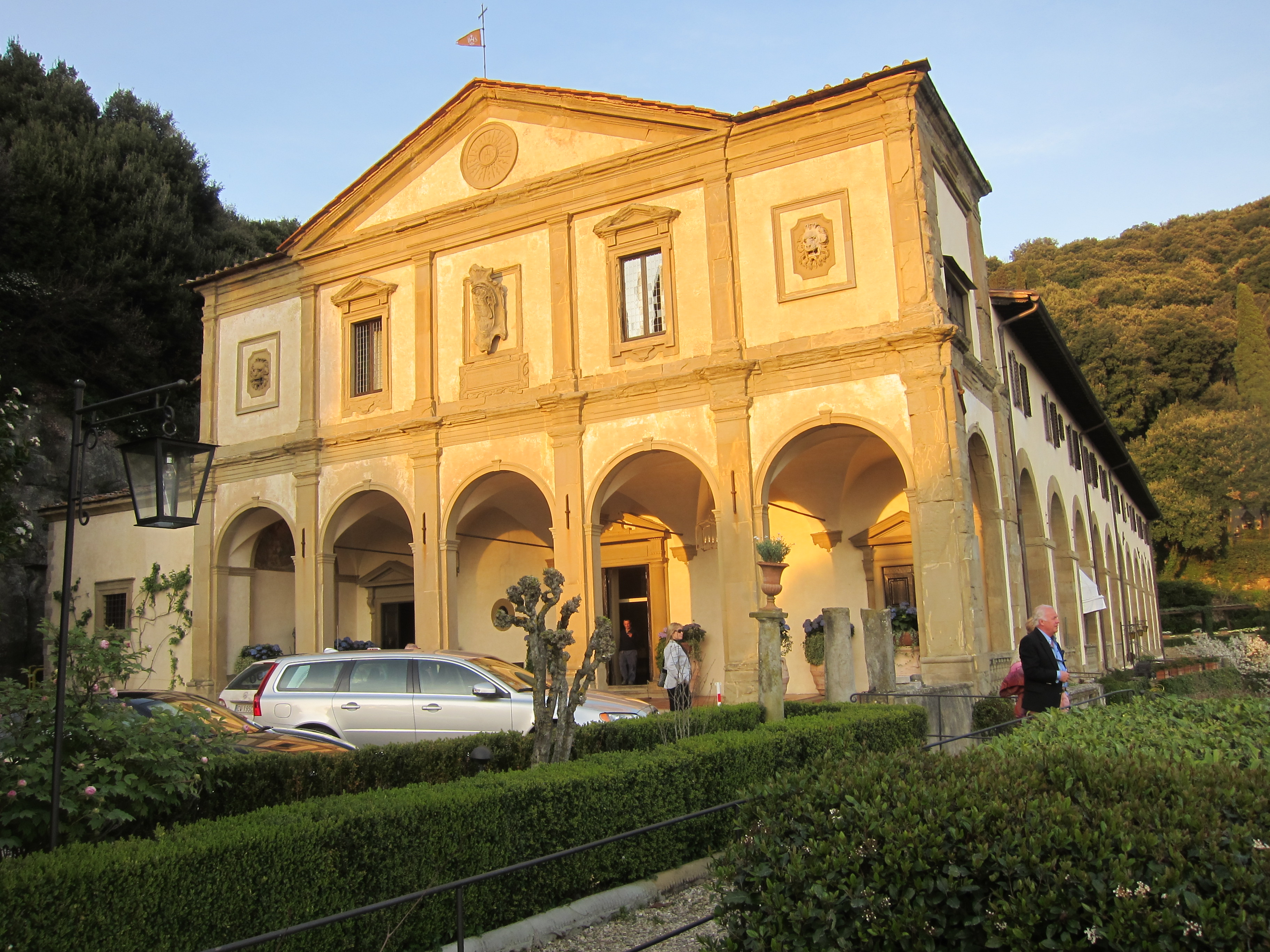
Villa San Michele

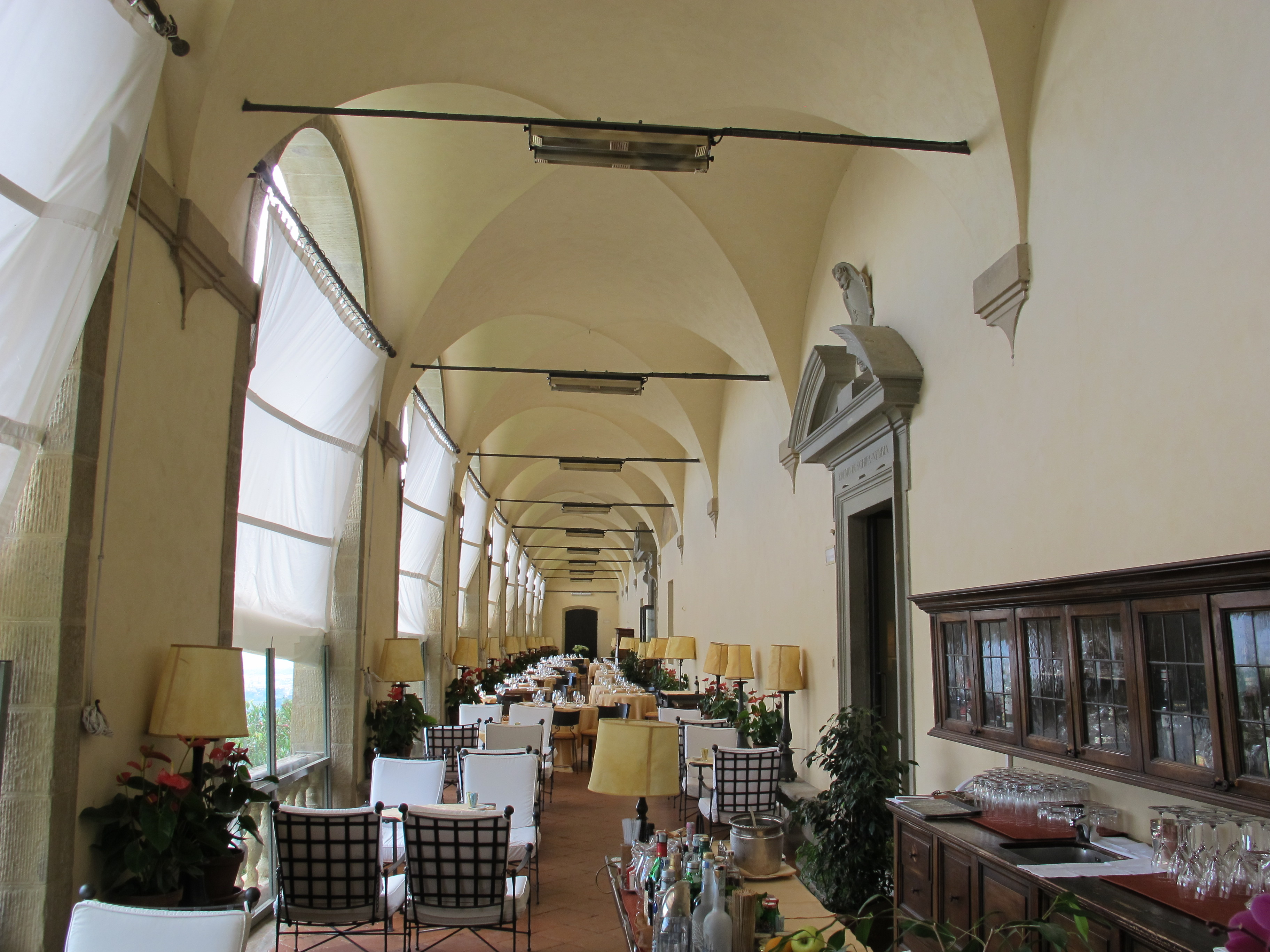
La lunga loggia a sud

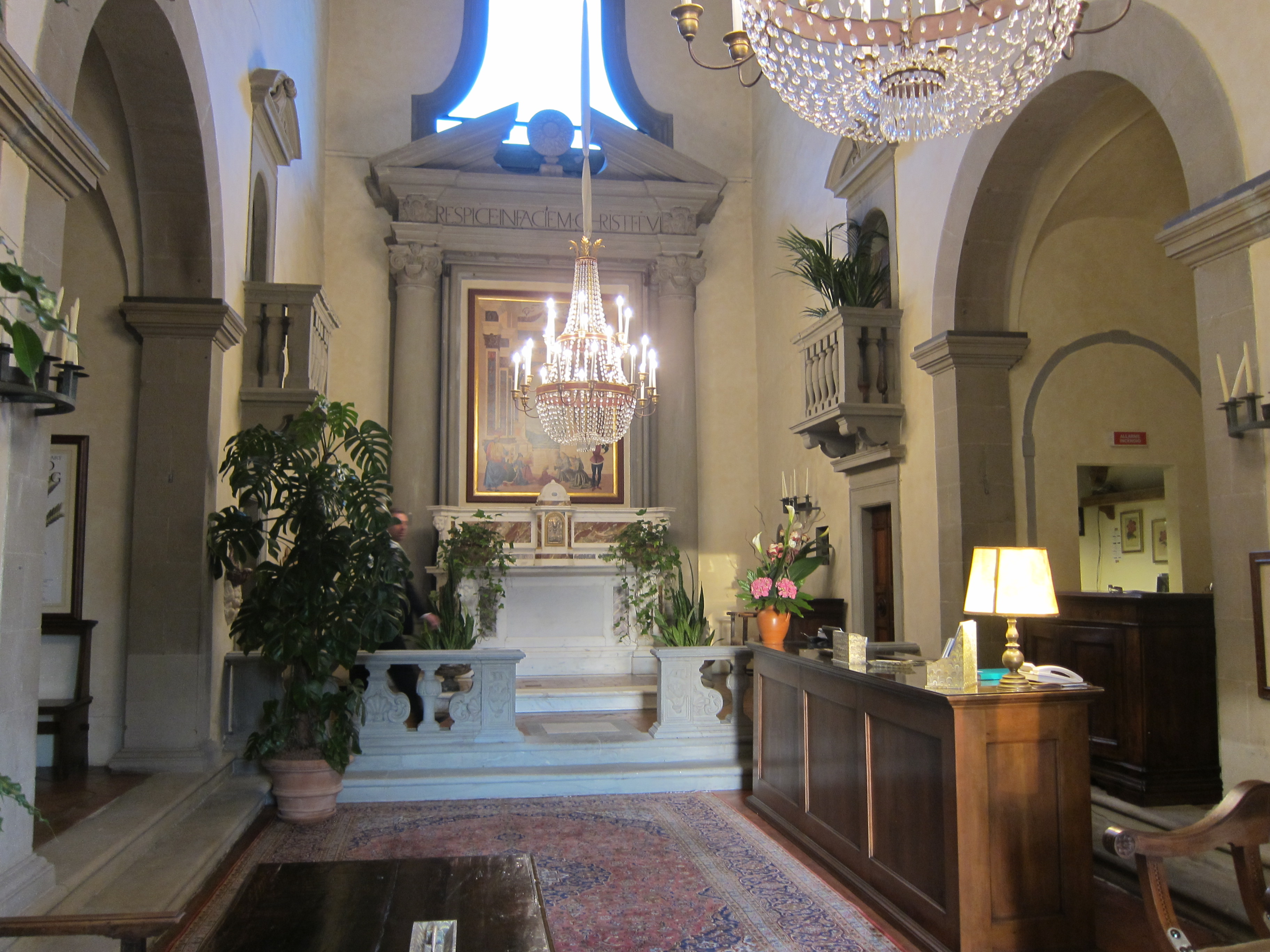
La ex-chiesa, oggi reception

La  Villa San Michele a Doccia è un edificio storico si Fiesole, provincia di Firenze, situato in via di Doccia 4.

## Storia
Il toponimo Doccia, da non confondere con la frazione di Sesto Fiorentino, deriva invece dalla sorgente dell'Affrico, che sgorga proprio sotto al convento.
Nata come convento di San Michele a Doccia, fu fatto costruire nel 1413, in posizione dominante sulla città, da Ser Niccolò Davanzati, che aveva acquistato un podere in quella località appositamente per ospitare i frati terziari della Diocesi di Fiesole. Niccolò Davanzati regalò poi il convento a frate Francesco da Scarlino, terziario francescano, che, con le elemosine raccolte, lo poté ingrandire, facendo costruire anche una chiesa dedicata a San Michele Arcangelo. Questi frati furono poi espulsi dal convento perché uno di loro aveva ucciso un compagno così i Davanzati lo donarono ai Minori Osservanti, nel 1486 e vi rimasero fino al 1808.
Il primitivo edificio era costituito da un oratorio con annesso un dormitorio per sei frati. L'aspetto attuale, con il fianco rivolto a sud percorso da un robusto loggiato su pilastri, si deve al progetto di ampliamento realizzato da Santi di Tito nel 1599-1600. Soppresso nel 1808 e dispersi gli arredi, ha cambiato più volte proprietario.
Dopo la soppressione i nuovi proprietari, i Cuccoli Fiaschi, trasformarono il complesso in villa, creando anche un giardino su una terrazza, che richiese lo spostamento della strada d'accesso e la costruzione di un muro a retta. Passò poi ai Turri e, nel 1900, all'americano Henry White Cannon, che la restaurò e creò le grandi serre nei giardini.
La seconda guerra mondiale lasciò pesanti danni, tanto che i nuovi proprietari, i Tessier, decisero che l'unico modo per sostenere le spese per i restauri era quello di aprire la villa come albergo, dal 1952: da allora è uno dei più rinomati cinque stelle di Firenze e dintorni.

## Descrizione
La villa si trova in posizione panoramica, con un magnifico affaccio su Firenze attraverso un loggiato e una terrazza.
Nella chiesa è sepolto Giuliano Davanzati, giureconsulto, Gonfaloniere della Repubblica, creato cavaliere dello Spron d'Oro da Eugenio IV durante il Concilio del 1436.
Per questo convento fu eseguito nel XV secolo il trittico che si trova nella chiesa di Santa Trinita, opera di Mariotto di Nardo, dato in consegna ai frati vallombrosani quando il convento divenne villa.
Il giardino è diviso in due zone, una vicina all'ingresso, dove si trova il viale affiancato da filari di cipressi, e quella a est della villa, raggiungibile solo attraversando la loggia. Questa seconda parte è un giardino all'italiana, con siepi geometriche di bosso, aiuole variopinte, vasi di limoni, sullo sfondo del bosco di lecci e cipressi, con sottobosco di viburno, pungitopo e alloro. Due piccole cappelle, tuttora presenti nel boschetti, ricordano come questo luogo fosse di raccoglimento per i frati.